# ماورو ماور
مازرو ماور (بالإيطالية: Mauro Maur) (مواليد 8 أغسطس 1958) عازف بوق وملحن إيطالي. ولد بمدينة تريستي يوم 8 هانيبال (أغسطس) 1958 ف، ماورو ماور يعتبر أحد أكبر عازفي البوق في إيطاليا.
فاز بمسابقة البوق الأول بالفرقة الموسيقية الوطنية بمدينة تولوز بقيادة بلاسون وانطلق في رحلة فنية طويلة في الولايات المتحدة وكندا والنمسا وألمانيا وإيطاليا في حين تعاون مع كبار عازفي آلة الأورج وفرق موسيقية أخرى، كما واصل دراسته لدي جامعة «نورث وسترن يونيفيرسيتي- شيكاغو» مع موسيقاريين بحجم هيرست، تشيكووكيس وياكويس.
في عام 1981 تحصل علي الميدالية الذهبية في المسابقة الدولية بتولوز، وبعد مرور سنة تحصل علي جائزة بريكس بمعهد الموسيقي في باريس وبعدها مباشراً مسابقات مدينة ليل والأوبرا روما ومسرح سان كارلو بنابولي والأكاديمية الوطنية لسانتا سيسيليا.
خلال مسيرته عزف في أهم وأشهر القاعات الموسيقية في العالم: قاعة كارنيجي ومركز لينكولن في نيويورك، وصالة هوليوود في لوس أنجلس، قاعة السمفونية بوسطن، قاعة سانتوري بطوكيو، وصالة هرقل في مدينة موناكو بألمانيا، دار فيستيسبيل بفيينا، قاعة بلايل بباريس، مركز سيول للفنون، وفي إيطاليا أجرى حفلات موسيقية في قاعة المحاضرات الجديدة لسانت سيسيليا بروما، صالة فينيتشي باليندقية، مسرح لاسكالا بميلانو، مؤخراً عزف بصالة نيرفي بالفاتيكان في حضور البابا، وقد تجاوز الجمهور 8.000 شخص.
في عام 2008 ف، تحصل علي جائزة أورد للمسيرة الفنية ومنح لقب التميز للفارس الفخري بوسام الأستحقاق للجمهورية الإيطالية.
يشارك مع أوركسترا ديل اوبرا، أوركستا ناسيونال دي فرانس، أوركسترا راديو دي فرانس مع مجموعات مثل نوفا، لي سوليت دي فرانس، ايركام، الكوالرتيتوالأيطالي الجديد مع عازفين فرديين مثل هندريكس ايزوار، تيبود، فالدامبريني وسكوت، عادة يقوده موسيقاريون أمثال لايكاردو موتي، ليونارد برينستين، بير بولي، ولورين مازيل.
في السابق أدي لماستر كلاس بأكاديمية الموسيقي تشاكو فيسكي في موسكو وجامعة ميجيل في كندا وأكاديميات فلورنسا وروما وباليرمو وكان محاضر للدورة العليا في أكاديمية سانتا سيسيليا في روما.
يعتبر ماورو ماور عازف بوق فردي وأيضاً ضمن اوركسترا ذات شهرة عالمية وقد كرس حياته لتأليف الموسيقي للمسرح والسينما والتلفزيون، حضوره بات بارزاً في أكثر من مائة فيلم، من الموسيقي المؤلفة من قبل: أورتولانو، بيوفاني، موريكوني، ديليرو، قولد سميث وزامبريني.
عرف ماورو ماور العالم أجمع لبراعته في مزج الألوان، ورصيده الفني شمل سلسلة تبدأ من الحفلات الباروكية إلى الكلاسيكية حتى تصل إلى المعاصرة وموسيقى الأفلام، وعطائه اللامحدود في مجال الموسيقي مكنه من العزف مع جلوريا جينور، لاتشيدو دامينقو، وعازفوا إقليم فينيتوا لفرقة كلاوديوا سيموني.

## أعمال يكرّر إلى ماورو ماور
- E. إنيو موريكوني: Ut (1991) per tromba e orchestra
- E. إنيو موريكوني:Quarto Concerto (1993) per organo, due trombe, due tromboni e orchestra
- M. Théodorakis:Adagio per tromba e orchestra d’archi
- S. Bussotti: Solfeggio in re della Regina per piccola tromba
- F. Grillo: Sol e Eius Umbra (1981) per tromba e contrabbasso
- F. مانينو  [لغات أخرى]‏: Atmosfere delle Notti Bianche di S. Pietroburgo (1987) op. 279 per tromba e orchestra
- A. D'Antò: Alone away (1988) per tromba sola
- D. Nicolau: Pathopoiia op.86 (1988) per tromba e percussioni
- W. Dalla Vecchia: Ouverture per tromba e orchestra d’archi
- R. Gervasio: Variazioni sulla "Preghiera del Mose" di Rossini per tromba e organo
- G. Farace: Cuor di Pagliaccio per flicorno e quartetto di sassofoni
- F. مانينو  [لغات أخرى]‏: Concerto op. 324 (1990) per tromba e archi
- V. Mortari: Divertimento (1990) per tromba e cello
- E. زانوني: Cadencia y Seguidilla per tromba e pianoforte
- E. زانوني: Sarabande Lyrique per tromba e pianoforte
- L. Ronchetti: Deserti per tromba e nastro magnetico
- G. Baldi: The Ancient City (1992-93) per sette trombe, pianoforte e percussioni
- F.E. Scogna: Trame (1993) per tromba sola
- R. Vlad: Melodie e Squilli (1993) per tromba e pianoforte
- J. Dashow: Morfologie (1993) per tromba e computer
- E. Chasalow: Out of Joint (1994) per tromba e suoni elettronici
- R. De Rossi Re: Quarto Nero per tromba e organo
- D. Nicolau: Rug Maur Short Music op. 89 per tre trombe e percussioni
- D. Nicolau: Ariette op.72 per tromba sola
- R. Chiesa: Kaddish (1998) per tromba sola
- P. Thilloy: Le Labyrinthe ou Le Chemin de Jerusalem (2000) per tromba, trombone e orchestra d’archi
- M. Frisina: Hymnus per tromba e organo
- M. Frisina: Suite Giovanni Paolo II per tromba e organo
- M. Sofianopulo: Varianti "Dal Tuo Stellato Soglio" (2004) per tromba e organo
- M. Pagotto: No More Seasons (2009) per tromba e pianoforte

### الألبومات
- 2008: On the Wings of Love, Solisti Veneti dir. C. Scimone, J.J. Mouret Due Sinfonie per tromba e archi Mauro Maur solista FABULA CLASSICA #12076-2
- 2003: Concerto per Alberto, omaggio all’arte di بييرو بيتشيوني
- 2001: A. Vivaldi Juditha Triumphans, Solisti Veneti dir. C. Scimone Warner Fonit #8573 85747-2
- 2001:From the Screen to the Stage Rota & Morricone, I Filarmonici Italiani Denon #COCQ 83538
- 1996: Mauro Maur e i suoi Solisti: Sony Columbia #COL 485352-2
- 1994: Una Tromba in scena Mauro Maur Iktius Milano #C009P
- 1993: La Tromba Classica Contemporanea : musiche di إنيو موريكوني، Flavio Emilio Scogna, Lucia Ronchetti، Aldo Clementi، Fabrizio De Rossi Re, Sylvano Bussotti, ميكيس ثيودوراكيس، Roman Vlad، James Dashow BMG #74321-16825-2
- 1993: Torelli: Concerti, Sinfonie e sonate per tromba, archi e basso continuo RS-Darpro #6367-07
- 1993: L’Orchestra Classica Contemporanea BMG #74321-17516-2
- 1993: In the Line of Fire: musiche di إنيو موريكوني SONY #B000008GT8
- 1992: City of the Joy: musiche di إنيو موريكوني EPIC SOUNDTRAX #EK 52750
- 1991: Voyage of Terror: musiche di إنيو موريكوني BMG Ariola #OST 101
- 1989: Improvvisto dell'Angelo: Mauro Maur tromba Luigi Celeghin organo Casa Musicale Bongiovanni
- 1985: Orchestre Champetre 1900: Mauro Maur cornetta FR3 #BZ 62004
- 1984: Sonates et Concertos pour trompette: musiche di أركنجلو كوريلي، Manfredini, توريلي  [لغات أخرى]‏, هنري برسل، غيورغ فيليب تيليمان Orch. de Chambre de Picardie dir. J.P. François soloista Mauro Maur Jacinthe #N84.25.001

## وصلات خارجية
- Giulietta Masina «Il Corriere della Sera», 24 marzo 1994
- Mauro Maur نسخة محفوظة 28 سبتمبر 2007 على موقع واي باك مشين. «Diocesi di Roma»
- (بالإنجليزية) Youth Orchestra of the Americas
- قالب:Lingue Mauro Maur and Francoise Gadbois ; Italian Cultural Institute in Montreal
- قالب:Lingue ؛ Italian Cultural Institute in Egypt